# Chiesa di Santa Maria Immacolata e San Giuseppe Benedetto Labre

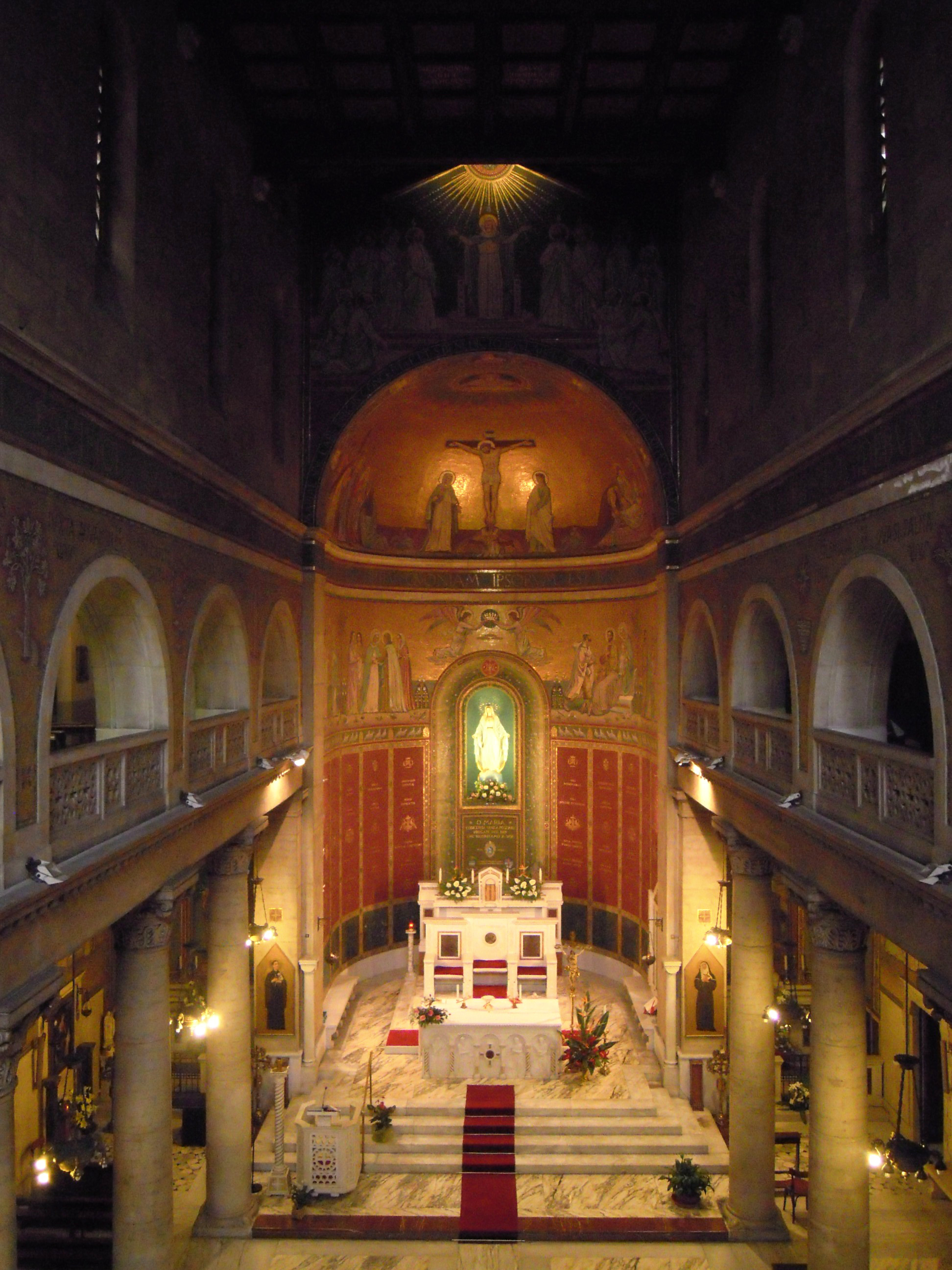
Interno

La chiesa di Santa Maria Immacolata e San Giuseppe Benedetto Labre è un luogo di culto cattolico di Roma, situato nel quartiere Tuscolano (zona San Giovanni - Re di Roma), all'incrocio tra via Taranto e via Monza.
La chiesa è un luogo sussidiario di culto della parrocchia dei Santi Fabiano e Venanzio, e fino a marzo 2019 annessa all'Istituto scolastico omonimo delle Suore dell'Immacolata (dette di Genova), fondate dal sacerdote Agostino Roscelli.
Attualmente è annessa al monastero di san Charbel, sede della procura dell'Ordine libanese maronita a Roma. Il monastero si occupa delle relazioni tra l'Ordine e la Santa Sede, e segue le cause di beatificazione e canonizzazione dei religiosi dell'Ordine. Esso è il punto di riferimento per i fedeli devoti ai santi dell'Ordine (San Charbel, San Nimatullah, Santa Rafqa e Beato Fratel Estephan) attraverso l'accoglienza, le preghiere, l'ascolto.

## Storia e descrizione
La chiesa venne costruita su progetto di Gino Benigni tra il 1928 e il 1930; venne consacrata il 31 ottobre del 1931.
L'esterno, in stile neoromanico è caratterizzato dalla facciata, posta a quarantacinque gradi sull'incrocio tra via Taranto e via Monza; il prospetto è preceduto da una scalinata ed è caratterizzato da un portico a tre arcate sorrette da colonne, sormontato da una trifora, nella cui lunetta è posto un mosaico raffigurante Cristo con angeli. In posizione arretrata, sulla destra, si trova la torre campanaria in stile neocosmatesco.
L'interno, che si rifà ai modelli paleocristiani, si presenta in stile basilicale, con tre navate, matronei, soffitto ligneo e abside; nel catino absidale è presente un mosaico raffigurante la Crocifissione, e sopra di esso è posto un altro mosaico con la Gloria di Maria Immacolata. Le pareti laterali sono quasi totalmente coperte da mosaici con le rappresentazioni delle quattordici stazioni della Via Crucis. Sulla cantoria in controfacciata trova luogo l'organo a canne Tamburini opus 150, costruito nel 1932; esso, integro nelle sue caratteristiche originarie, è a trasmissione elettrica e dispone di 22 registri su due manuali e pedale.